# Simon Vestdijk

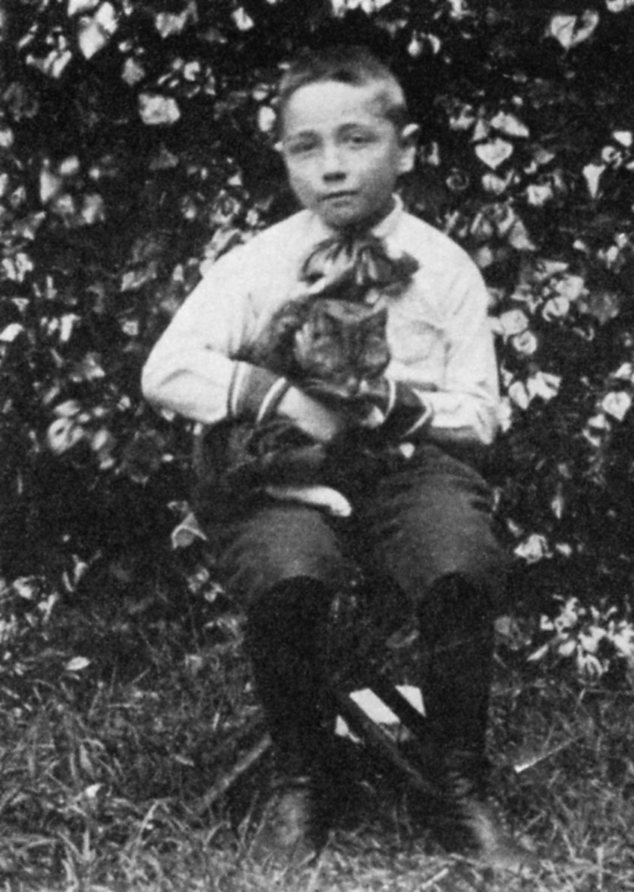
Vestdijk als jongen
(foto Simon Vestdijk sr.)

Simon Vestdijk (Harlingen, 17 oktober 1898 – Utrecht, 23 maart 1971) was een Nederlands romanschrijver, dichter, essayist, vertaler, muziekcriticus en arts. Hij stond tussen 1950 en 1967 twaalf keer op de shortlist voor de Nobelprijs voor Literatuur.
Vestdijk groeide in Harlingen op als enig kind van een leraar gymnastiek en toonde al jong interesse in muziek, lezen en beeldende kunst. Hij ging naar de Rijks HBS in Leeuwarden, waar Slauerhoff een klas hoger zat. In deze periode dienden zich de eerste depressies aan. Na zijn eindexamen ging hij in 1917 geneeskunde studeren in Amsterdam.

## Levensloop

### 1898-1927: Jeugd en opleiding

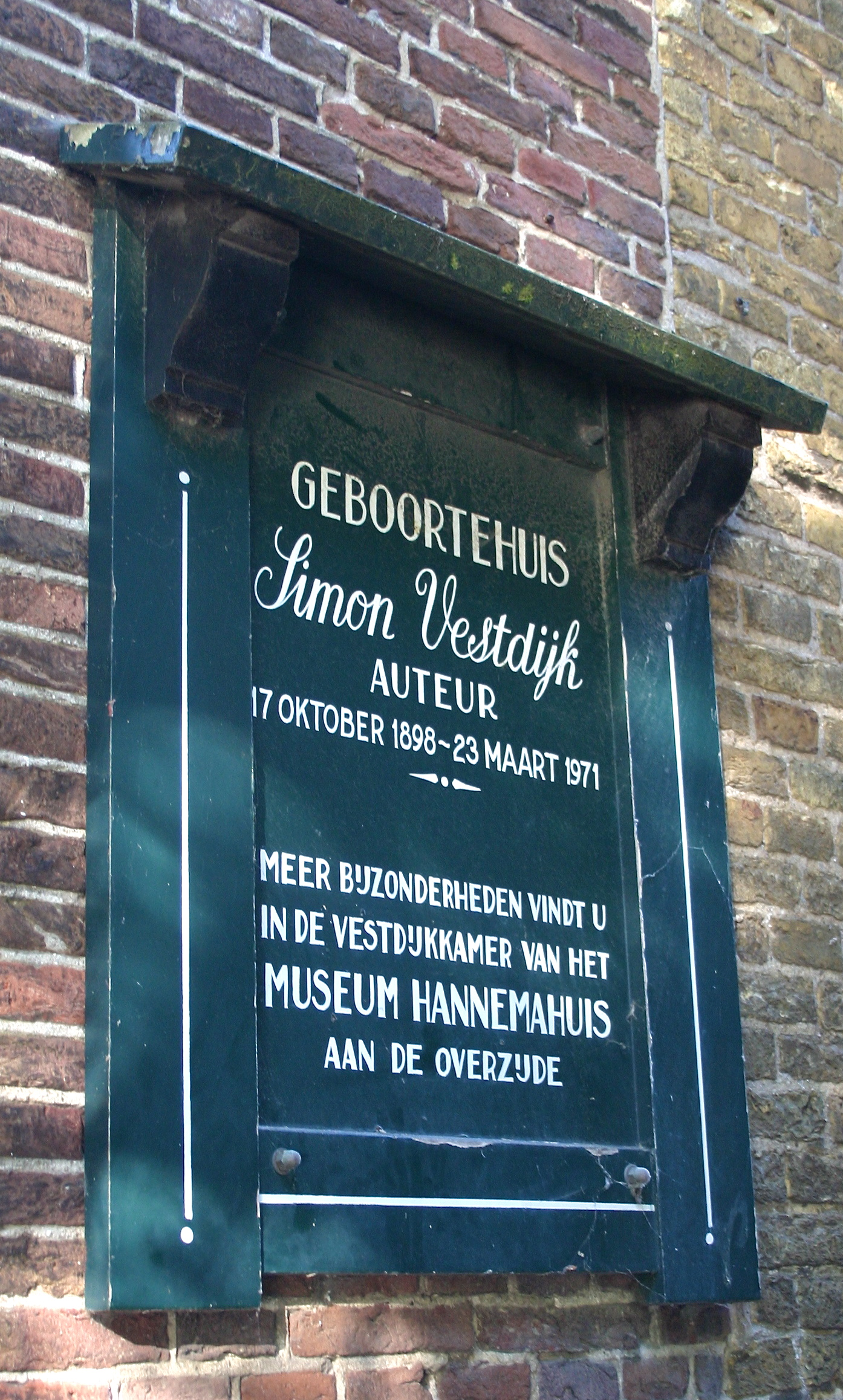
Herinneringsbord op het geboortehuis van Simon Vestdijk, Voorstraat 61a in Harlingen

#### Jongste jaren (1898-1905)
Op 17 oktober 1898 om vijf voor twaalf 's ochtends werd Simon Vestdijk III geboren in de bovenverdieping Voorstraat 61a (nu 57) in Harlingen. Hij was de zoon en enig kind van Simon Vestdijk II, gymnastiekleraar aan de HBS in Harlingen, en de remonstrantse Amsterdamse Anne (Anna Margaretha Clazina Catharina) Mulder, dochter van de eigenaar van een kapperszaak en schoonheidssalon aan het Amsterdamse Koningsplein. De achternaam Vestdijk was ontstaan nadat op 9 juni 1830 de gelijknamige grootvader van de schrijver (Simon Vestdijk I) als te vondeling gelegde baby door een arbeider van een brouwerij werd aangetroffen op de hoek van de Haarlemse Korte Dijk en de Papentorenvest; de naam 'Vestdijk' was daarvan een contaminatie.
Harlingen telde zo'n tienduizend inwoners en telde een haven, een scheepswerf, en overslag van aardappelen en zuivelproducten. Vader aardde goed in het stadje, maar moeder bleef heimwee naar Amsterdam houden. Aan de tussenpositie die die dubbele oriëntatie van de stad op zee en op het land betekende, schreef Vestdijk toe dat '"de Harlinger voorzichtig, afwachtend, sceptisch"' was en beschikte over '"een trek van wegwerpend ongeloof die verbiedt om je aan 'eeuwige waarheden' te onderwerpen."'
Op 3 april werd Vestdijk gedoopt in de doopsgezinde kerk. In 1902 verhuisde het gezin naar een etagewoning boven een sigarenwinkel, een hoekpand op Lanen 822. Hij had de lengte van zijn vader, maar was ziekelijk. Op de zondagen werd Vestdijk door zijn vader voorgelezen uit David Copperfield en Barnaby Rudge van Charles Dickens, Jules Verne en Robinson Crusoe van Daniel Defoe. Ook de illustraties uit de boeken maakten indruk op Vestdijk. Toen hij zelf kon lezen, nog voor hij naar school ging, las hij kinderbewerkingen van de Griekse mythologie en sagen en de indianenverhalen van Gustave Aimard. Van de kinderboeken las hij de boeken over Dik Trom van C.J. Kieviet. Van de Sprookjes van Moeder de Gans maakten de gruwelijke illustraties van Gustave Doré en de afbeeldingen uit het tijdschrift De Aarde en haar Volken indruk.
Zo vaak mogelijk logeerde het gezin bij de grootouders aan het Amsterdamse Koningsplein. In de zomer van 1905 werd hij met acute blindedarmontsteking opgenomen in het Luthers Diakonessenhuis aan de Koninginneweg.

#### Lagere school (1905-1912)
In 1905 ging hij naar de Eerste Gemeenteschool vlak bij zijn ouderlijk huis, op de hoek van de Simon Stijlstraat en de Grote Kerkstraat. Hij was de oudste van de klas, een half tot een jaar ouder dan de medeleerlingen, waarvan er volgens biograaf Wim Hazeu velen model stonden voor de personages in de eerste delen uit de Anton Wachter-cyclus. Levenslang bleef hij contact houden met Sent van den Berg, die model stond voor het personage Murk Tuinstra. Vestdijk was een stille leerling, die met zijn in de gemeenschap van Harlingen zeer actieve vader het uiterlijk vertoon beleefde en bij zijn moeder op schoot met pianospel kennismaakte, waaronder Beethoven en Chopin. Zelf werd hij op pianoles gedaan bij kerkorganist, pianist, componist en dirigent Willem Zonderland; toen die het Pianoconcert in a mineur van Grieg speelde, werd deze componist een muzikale held voor het leven. Meer muziek leerde Vestdijk kennen doordat zijn vader hem de pianola liet bedienen in de door hemzelf opgerichte bioscoop.
Met beeldende kunst kwam Vestdijk in aanraking doordat zijn Amsterdamse familie hem meenam naar het Rijksmuseum. De schilderijen en prenten ontvonkten een drang om zelf te gaan tekenen. Hij was technisch getalenteerd en observeerde scherp, maar bracht het niet verder dan natekenen. Creativiteit in het tekenen ontbrak.
In 1909 verhuisde het gezin naar de Zuid-Ooster Singel 43, waar moeder de tuin verzorgde en vader een serre aanbouwde. Het onvermogen van Vestdijks moeder om zich in Harlingen thuis te voelen, zorgde voor spanningen tussen de ouders. Vestdijk trok meer naar zijn vader, van wie hij naar eigen zeggen het vermogen had geërfd om zich energiek op één zaak te concentreren. Nadat in 1910 zijn grootvader Mulder overleed, was Vestdijk een tijd bang dat de dood ook zijn vader zou halen.
Vestdijk was een goede leerling: lagere rapportcijfers dan een 8 kwamen nauwelijks voor; hij blonk uit in gymnastiek.

#### HBS (1912-1917)
In 1912 ging Vestdijk naar de driejarige HBS in Harlingen, waar zijn vader gymnastiekleraar was. Op nog geen veertig leerlingen telde de school vijftien leraren. Op het curriculum stonden dierkunde, aardrijkskunde, geschiedenis, Nederlands, Engels, Frans, Hoogduits, gymnastiek, handtekenen en exacte vakken. Voor de meeste vakken haalde hij een 8 en voor slechts enkele een 7.
In de vakantie las Vestdijk onder meer De hond van de Baskervilles, een detectiveboek uit de Sherlock Holmes-reeks van Arthur Conan Doyle en de realistische roman De bruidstijd van Annie de Boogh van Herman Robbers. Een nieuwe leerling die er in de tweede klas bijkwam, Lies Koning uit Franeker, werd de eerste liefde van Vestdijk - twintig jaar later werd zij het titelpersonage van Terug tot Ina Damman. Volgens biograaf Hazeu hield Vestdijk aan zijn eerste onbeantwoorde liefde 'een "ideaalbeeld" van een geliefde' over. Zelf schreef Vestdijk haar:
Wat ik in wezen wilde zijn, - koel en beheerscht naar buiten - zag ik in jou gerealiseerd, van nature. Men heeft trouwens bij allerlei kunstenaars voorbeelden van een dergelijke hardnekkige nawerking van "jeugdidealen", in verband met de waarde van de trouw aan iets beslissends uit het verleden.
De volgende HBS-verliefdheden van Vestdijk duurden nooit langer dan enkele weken. Het leren ging hem makkelijk af. Zijn ouders deden hem op catechisatieles, niet omdat zij erg gelovig waren maar omdat zij de confrontatie met het geloof bij de opvoeding vonden horen. Hoewel de dominee doopsgezind was en niet remonstrants, merkte Vestdijk niets van dogmatische verschillen, die hijzelf beschouwde als '"volkomen onwezenlijk."' Bij deze dominee volgde hij na de lestijd ook gesprekken over filosofie: Plato, Hegel en Kant.
In deze tijd lichtte vader Vestdijk hem erover in dat zijn grootvader een vondeling was, wat Vestdijk niet schokte. Op school had hij kennisgemaakt met de poëzie van Perk,  Gorter en Van de Woestijne. Ook las hij het proza van Van Looy en de roman Het ivoren aapje van Teirlinck. Volgens de biograaf was zowel de psychologiserende benadering van Teirlinck als de 'versierende beeldenrijkdom' van Van Looy een invloed op Vestdijk. Een andere invloed was een schoolgenoot van een klas hoger, aan wie Vestdijk een cahier met sonnetten in de stijl van Perk ter beoordeling gaf. Deze vond de beeldspraak soms niet meer dan '"retoriek, dat heb je zelf niet zo gezien."' Volgens Vestdijk hield hij daar zijn '"schuwheid voor overgeleverde beeldspraak"' aan over.
Daarna ging hij naar de vijfjarige Rijks HBS in Leeuwarden, die 250 leerlingen telde. De schoolvereniging, de in 1911 ter bevordering van de welsprekendheid opgerichte Burgerscholierenclub 'Eloquentia', bracht op 15 november 1915 een lezing over de Russische letterkunde van een leerling die een jaar hoger zat, de latere dichter Slauerhoff. Vestdijk herinnerde zich Slauerhoff 'als ongewoon fascinerend. Onder schooljongens is dat geen reden om vriendschap te zoeken, vooral niet wanneer ze een jaar verschillen, en in Friesland wonen.' Hij moest nu harder werken om de beste van de klas te zijn, maar liep achterstand op omdat hij rond Sinterklaas 1916 aan een klinische depressie leed, die zich volgens Hazeu uitte in 'een totale lusteloosheid en de angst alles van school te vergeten.'
Op een feestavond voerde Eloquentia het toneelstuk De candidatuur van Bommel van Johannes de Koo op, met Vestdijk als figurant en Slauerhoff als souffleur. Hij beschreef de leraren en leerlingen later uitvoerig in de roman De andere school. Hij droeg verder bij aan debatten, hield een lezing over de opera Parsifal van Richard Wagner en trad ook op als pianist, zij het alles in beperkte mate vanwege de ziekteperioden. Ook werkte hij met poëzie en naar eigen zeggen '"agressief aesthetisch proza"' mee aan de schoolkrant. Ook had hij een cahier waarin hij citaten en aforistische oprispingen van eigen makelij noteerde.
Zijn depressie resulteerde voor december 1916 in een leeg schoolrapport en in februari 1917 kreeg hij nogmaals een depressie, waarvoor hij van een Amsterdamse arts opium kreeg. Zijn vader vroeg zich af of zij 'verstand en inzicht genoeg' hadden om deze situatie het hoofd te bieden: 'Je waart steeds een ijverig en lijdzaam kind dat schitterende karaktertrekken had en dat ons, je lieve Moeder en mij nooit teleurgesteld heeft.' Tot dan reisde Vestdijk per trein van Harlingen naar Leeuwarden, maar om de reistijd voortaan aan het wegwerken van de leerachterstand te kunnen wijden zodat het eindexamen in juni door kon gaan, ging Vestdijk in februari 1917 op kamers in Leeuwarden aan de Willemskade F4, bij klasgenote Jeanette Wiersma. Het paasrapport liet voor de helft van de vakken resultaten zien. Een nieuwe interesse was aardrijkskunde, waarbij in de lessen veel aandacht uitging naar de Alpen
Op zaterdag en in de vakantiedagen diende Vestdijk bij de Vrijwillige Landstorm, onder bevel van zijn vader. Hij marcheerde en leerde schieten.
In juni behaalde hij zijn schooldiploma, met een 9 voor mechanica, natuurkunde en boekhouden en een 4 voor plant- en dierkunde. Omdat hijzelf geen toekomstplannen had gemaakt, bedachten zijn ouders dat de studie medicijnen in Amsterdam een goede keuze zou zijn.

#### Studie geneeskunde in Amsterdam (1917-1927)
In 1917 begon Vestdijk aan de studie geneeskunde aan de  Universiteit van Amsterdam. Zijn eerste studentenkamer was op de vierde verdieping van de nabij de Weesperzijde gelegen Grensstraat 24, bij de zuster van zijn vader en haar man, die chef bij een wijnhandel was en in zijn vrije tijd schilderde. De medische faculteit telde honderd eerstejaars studenten, waarvan dertien vrouwen; Slauerhoff zat een jaar boven hem. Colleges werden gegeven in en rond de Oudemanhuispoort en de Mauritskade.
Vestdijk bracht veel tijd door in de universiteitsbibliotheek aan de Prinsengracht, in het Leesmuseum aan het Rokin 102, dat over tienduizenden boeken en abonnementen op honderden kranten en tijdschriften beschikte. In schriften noteerde Vestdijk alles wat hem uitzonderlijk voorkwam of anderszins opviel, aantekeningen over hoogleraren en studenten die model zouden staan voor personages uit zijn romans De rimpels van Esther Ornstein en De vrije vogel en zijn kooien.
Met veertig andere eerstejaars werd Vestdijk lid van de in 1911 opgerichte studentenvereniging Unitas, die een milder ontgroeningsritueel hanteerde dan de andere corpora. De vereniging telde in 1917 190 leden, waarvan 25 vrouwen. De bijeenkomsten vonden plaats in diverse cafés in het centrum, want de vereniging had geen eigen sociëteit. Vestdijk waardeerde het typische studentenjargon. Een jaar later was Vestdijk abactis van de studentenalmanak en 'dictator' van de debatteerclub. Een van zijn eerste studievrienden was Flip Cohen Kaz, die in het pianospel zijn meerdere was en met wie Vestdijk lezingen organiseerde. Vestdijk trad niet op de voorgrond en werd beschouwd als somber en geremd; zelf ervoer hij zijn studentenleven juist als betrokken, levendig en verbonden met anderen.
Na zijn afstuderen in de geneeskunde studeerde Vestdijk aanvankelijk enige tijd filosofie en psychologie in Leiden.
Net als Slauerhoff was Vestdijk korte tijd waarnemend huisarts (1927-1932) en in de jaren 1929 en 1930 maakte hij als scheepsarts een reis naar Indonesië (destijds Nederlands-Indië). Simon Vestdijk debuteerde met poëzie in De Vrije Bladen. Hij kwam daardoor in contact met Menno ter Braak en E. du Perron.

Menno ter Braak, Vestdijk en E. du Perron gefotografeerd door Emiel van Moerkerken, 1939.

### Letterkundige
In 1932 gaf hij zijn artsenpraktijk op en wijdde hij zich geheel aan de literatuur. In dat jaar verscheen zijn debuutbundel Verzen. Vestdijks eerste roman Kind tussen vier vrouwen werd door twee uitgevers geweigerd. Het boek zou te dik (800 bladzijden) en te duur (tien gulden) worden.
In 1936 woonde Simon Vestdijk korte tijd aan de Bachlaan in Bilthoven. In Bilthoven kwam hij tot de gewoonte om tijdens het schrijven de stofzuiger aan te zetten. Zo kon hij niet afgeleid worden door andere geluiden. Deze stofzuiger is nu te zien in het Literatuurmuseum in Den Haag. 
Rond 1934-35 had Simon een kamer gehuurd in Den Haag, bij Ans Koster, met wie hij later een relatie kreeg en ging samenwonen, toen hij zich in 1939 voorgoed vestigde in Doorn. Ans vervulde een centrale rol in Vestdijks leven. Niet alleen als hospita, maar ook als bedmaat, huishoudster en als secretaresse. Tijdens de oorlog, toen Vestdijk gevangen zat in St. Michielsgestel, steunde Ans Simon met brieven en eten en probeerde ze via vrienden en autoriteiten Simon weer uit het kamp te krijgen.

### Tweede Wereldoorlog
De bundel van kritieken en essays Muiterij tegen het etmaal werd gecensureerd door de Duitse bezetter: stukken over Engelstalige auteurs en Kafka moesten geschrapt worden. Op 4 mei 1942 werd hij door de Duitsers als gijzelaar gevangengezet in Kamp Sint-Michielsgestel. In februari 1943 werd hij naar het 'Oranjehotel', het Polizeigefängnis in Scheveningen overgebracht. Na een maand moest hij terug naar Sint-Michielsgestel. Daar gaf hij aan de hand van de roman Het proces van Franz Kafka een analytische vergelijking tussen de fictie van de auteur en de feitelijkheden van de situatie van hemzelf en zijn toehoorders. Uiteindelijk kwam hij vrij door zich - formeel - aan te melden als lid van de Kultuurkamer. Na zijn vrijlating raakte hij in een depressie. In 1944 begon hij weer te schrijven. Voor en tijdens de oorlog verschenen enkele van zijn boeken in Duitse vertaling: Das fünfte Siegel (1939, Het vijfde zegel), Die Fahrt nach Jamaica (1941, Rumeiland), Aktaion unter den Sternen (1942, Aktaion onder de sterren) en Irische Nächte (1944, Ierse nachten).

### Naoorlogse periode
Na de oorlog verdeelde Vestdijk zijn boeken over de uitgeverijen Nijgh & Van Ditmar en De Bezige Bij. Volgens Wim Schouten, van 1945 tot 1956 uitgever bij de Bezige Bij, vormde het gebruik van de lift in het Amsterdamse City-theater de inspiratie voor de roman De kellner en de levenden (1949). Schouten herinnerde zich ook Vestdijks woede wanneer een redacteur van De Bezige Bij kleine veranderingen, waarschijnlijk verbeteringen in spelling of zinswendingen, had aangebracht in de met een zee van doorhalingen en toevoegingen ingeleverde manuscripten.'
Op zijn roman De schandalen (1953) werd door de pers zeer negatief gereageerd. Jan Spierdijk schreef in De Telegraaf: 'Het witte papier is de heer Vestdijk tot schutting geworden'. Vestdijk kreeg hierdoor een inzinking en schreef pas weer in 1955.
Vestdijk woonde meer dan dertig jaar samen met Ans Koster, die in 1965 overleed. In die periode had hij van 1946 tot in de vroege jaren vijftig een relatie met Henriëtte van Eyk, met wie hij de briefroman Avontuur met Titia schreef. In 1965 trouwde hij met Mieke (Adriana Catharina Maria) van der Hoeven. Het paar kreeg een zoon en een dochter.
In 1968 werd Vestdijk ziek (ziekte van Parkinson/ziekte van Kahler). Hij overleed op 23 maart 1971 op 72-jarige leeftijd in het Academisch Ziekenhuis van Utrecht. Simon Vestdijk werd begraven op begraafplaats Nieuw Eykenduynen, Kamperfoeliestraat in Den Haag (graf 2-4654). Adriaan Morriën beschrijft in 'Lasterpraat' (1975) de begrafenis van Vestdijk.

## Werk

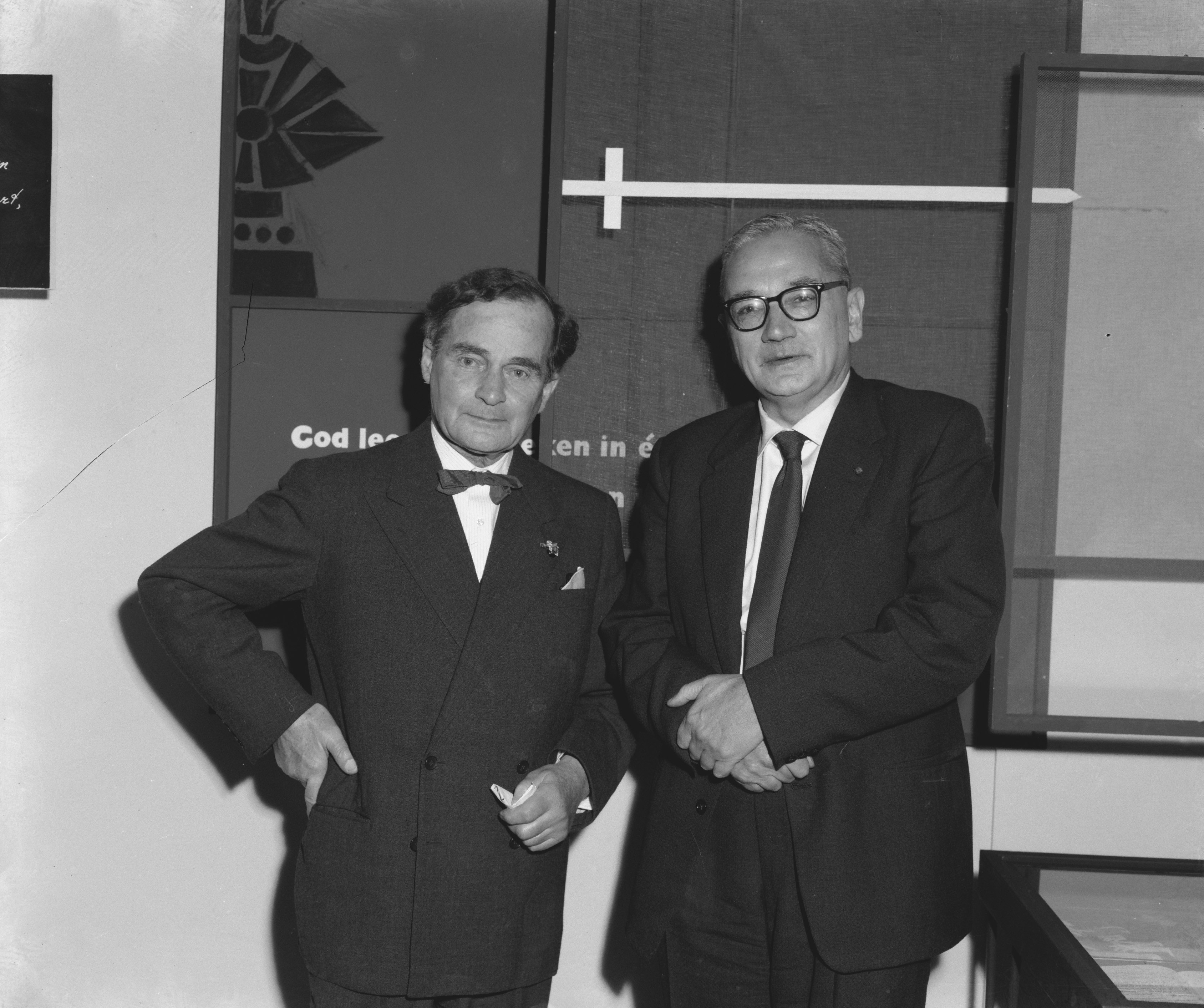
Roland Holst en Vestdijk (1958)

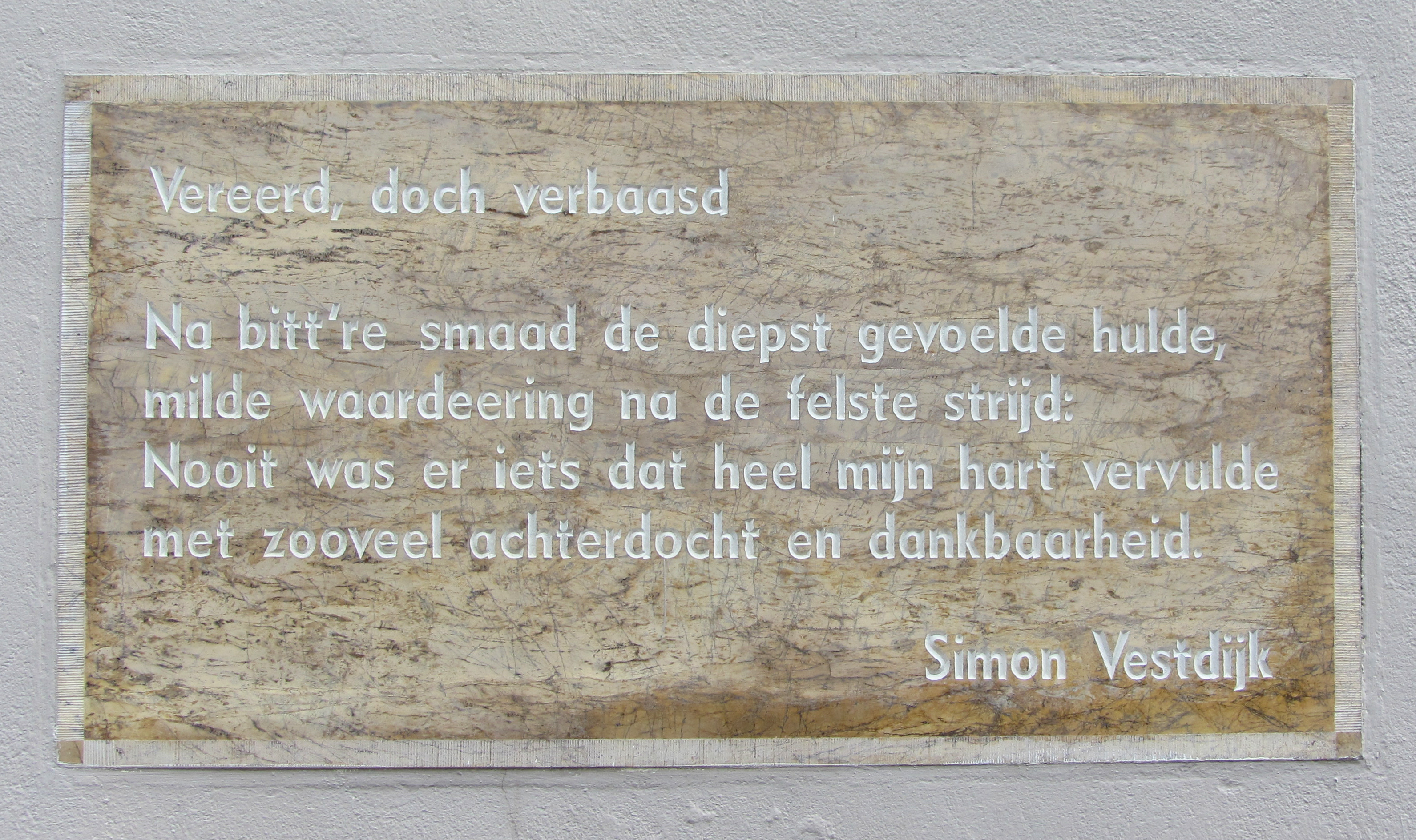
Kwatrijn Vereerd doch Verbaasd

Vestdijk was auteur van ongeveer 200 boeken en daarmee een van Nederlands productiefste schrijvers. Zijn werk bestaat uit 24 dichtbundels, 33 essaybundels, 57 novellen en korte verhalen, 52 romans en 2 nagelaten romanfragmenten, gepubliceerde briefwisselingen en vele vertalingen. Bovendien schreef hij honderden artikelen voor dag- en weekbladen. Hij is niet bij één bepaalde stroming in te delen. Vestdijk zag zichzelf als "een typisch romantische schrijversfiguur"
Vanwege deze enorme productie noemde de dichter Adriaan Roland Holst hem "de man die sneller schrijft dan God kan lezen". De omschrijving 'Duivelskunstenaar' is afkomstig van Menno ter Braak. Vestdijk werd lange tijd beschouwd als voornaamste Nederlandse kanshebber op de Nobelprijs voor Literatuur. Uit het archief met nominaties voor de Nobelprijs voor Literatuur bij de Zweedse Academie blijkt dat Vestdijk van 1950 tot en met 1967 twaalf keer genomineerd is geweest voor deze Nobelprijs.
Zijn schrijfstijl kenmerkt zich door 'volle zinnen' met onderbrekingen en correcties. Vestdijk beschouwde zelf De koperen tuin als zijn beste werk. Na zijn dood verschenen onder meer Kind tussen vier vrouwen (1972), Verzamelde gedichten (3 delen, 1971), Verzamelde verhalen (1974), Verzamelde romans (deel 2-52, 1978-1984) en Verzamelde muziekessays (10 delen, 1983-1990).
Bijzondere vermelding verdient een omvangrijk wetenschappelijk werk (687 pagina's), Het wezen van de angst. De als dissertatie bedoelde monografie werd reeds voltooid in 1949 (opgedragen aan H.C. Rümke, de "leermeester"), maar tot een eigenlijke wetenschappelijke promotie kwam het niet. Het werd voor het eerst gepubliceerd in 1968.

### Composities
Simon Vestdijk heeft rond zijn 23ste levensjaar ook een aantal composities geschreven voor piano solo, en voor zangstem met pianobegeleiding op tekst van eigen gedichten. Deze werken zijn nooit uitgegeven, maar alleen in handschrift overgeleverd. Voor piano schreef hij een aantal fuga's in een strenge, barokke stijl, met een duidelijk laat-romantisch idioom. Zijn liederen doen denken aan muziek van de door hem bewonderde componisten Grieg en Diepenbrock, maar ontstijgen niet het niveau van een begaafde amateur-componist.

## Invloed en bewerkingen
Hella Haasse, Willem Brakman, Maarten 't Hart en Doeschka Meijsing worden genoemd als door Vestdijk beïnvloede schrijvers. Van de jonge generatie auteurs heeft Peter Buwalda verwantschap met 'de kluizenaar uit Doorn'.
Verschillende van zijn romans zijn verfilmd (o.a. Pastorale 1943, Ivoren wachters, Het verboden bacchanaal), of bewerkt voor televisie (o.a. De koperen tuin, Op afbetaling) of hoorspel (onder meer de Anton Wachterromans, De kellner en de levenden, De koperen tuin).

## Eerbewijzen
Prijzen

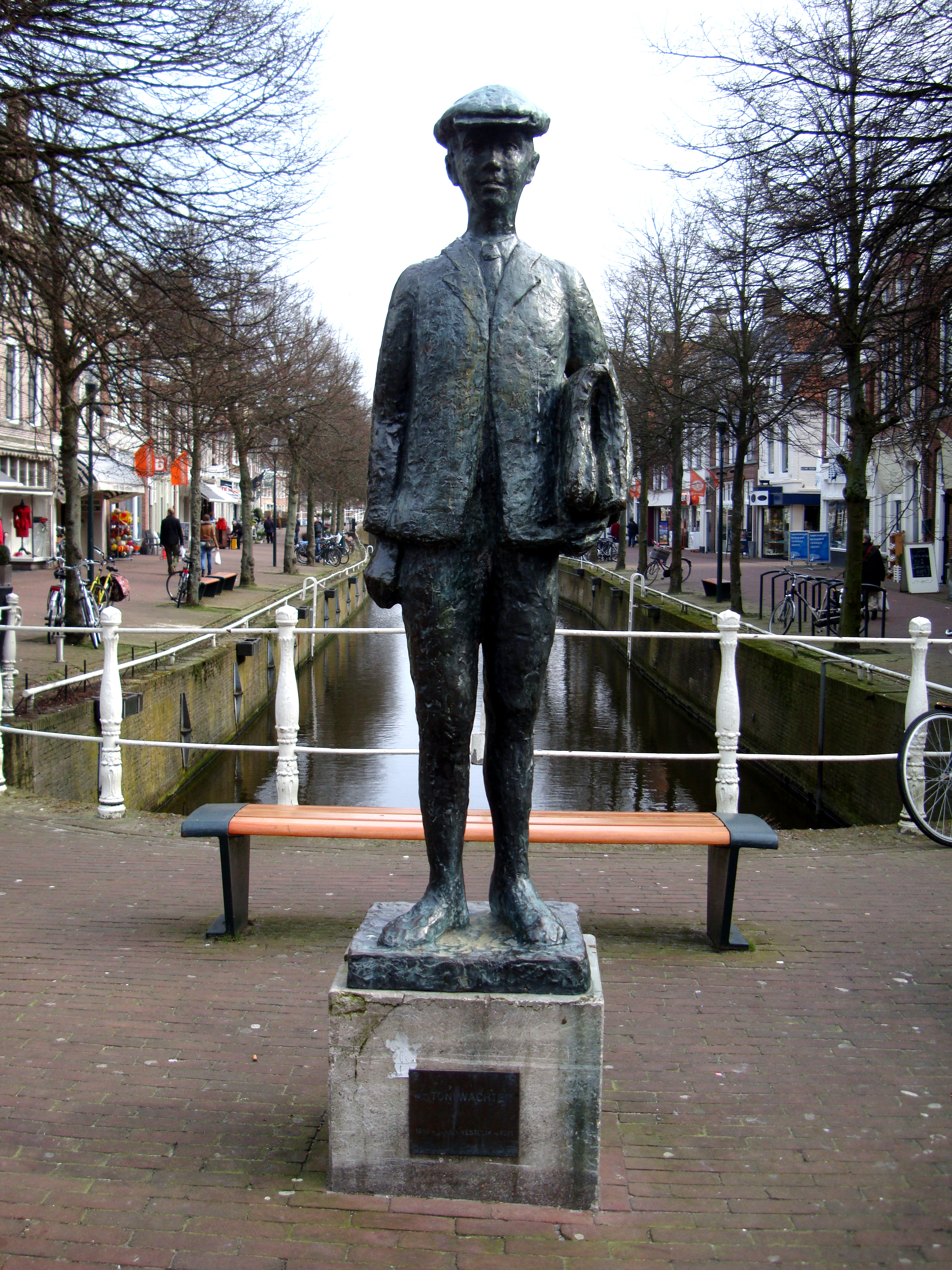
Standbeeld van Anton Wachter in Harlingen (Suze Boschma-Berkhout)

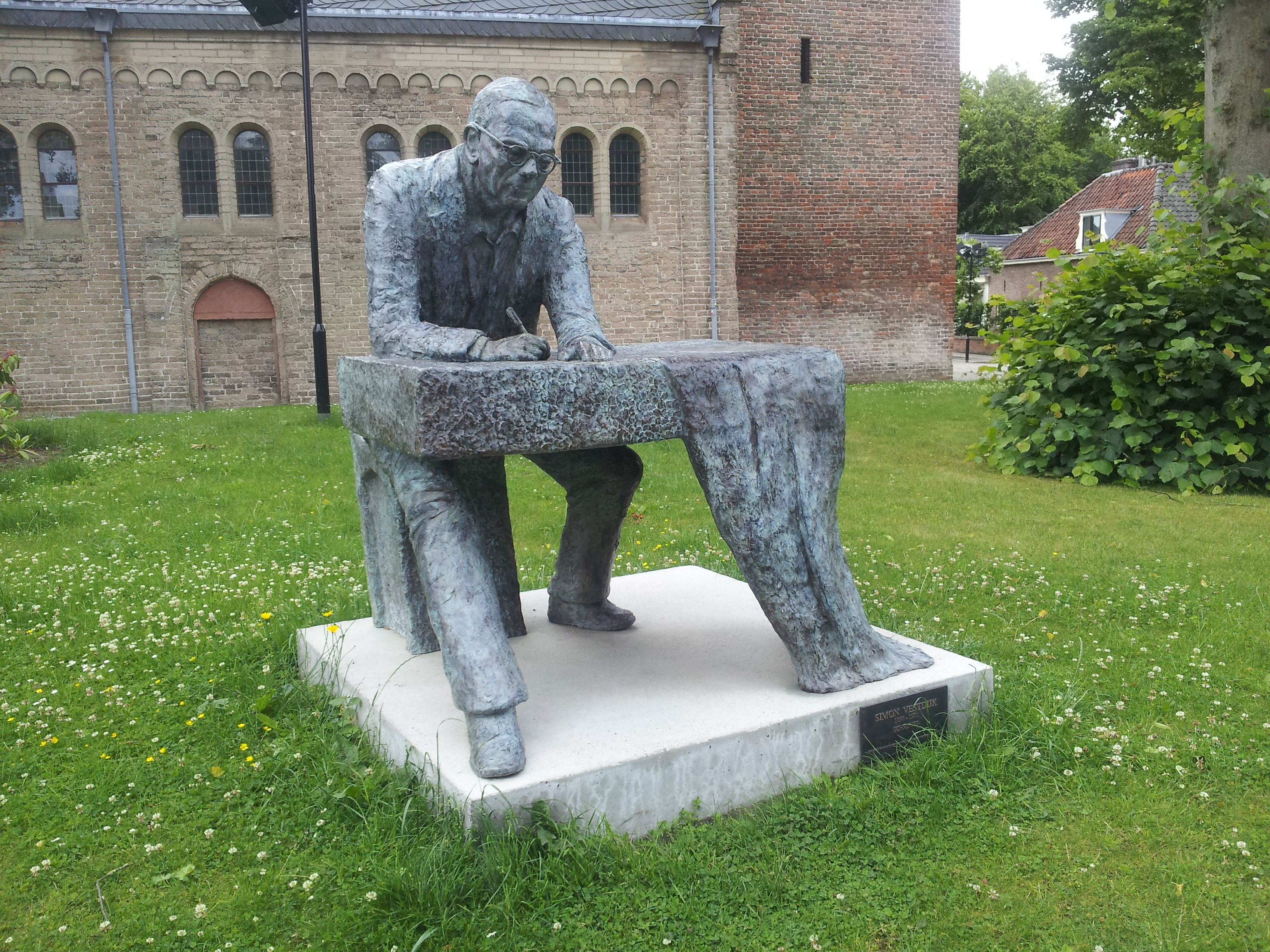
Standbeeld van Vestdijk in Doorn (Jaap te Kiefte)

Nagenoeg alle Nederlandse literaire prijzen zijn hem toegekend:
- 1938 - C.W. van der Hoogtprijs voor Het vijfde zegel
- 1941 - Dr. Wijnaendts Francken-prijs voor Albert Verwey en de Idee
- 1946 - Prozaprijs van de gemeente Amsterdam voor Pastorale 1943
- 1950 - P.C. Hooft-prijs voor De vuuraanbidders
- 1953 - Bijzondere prijs van de Jan Campert-stichting voor Essays in duodecimo
- 1954 - Essayprijs van de gemeente Amsterdam voor Essays in duodecimo
- 1955 - Constantijn Huygensprijs voor zijn gehele werk
- 1960 - Prozaprijs van de gemeente Amsterdam voor De ziener
- 1964 - Eredoctoraat in de Letteren van de Rijksuniversiteit Groningen
- 1964 - Prijs voor Meesterschap voor zijn gehele werk
- 1971 - Prijs der Nederlandse Letteren voor zijn gehele werk

Onderscheiding
In 1955 werd Vestdijk benoemd tot ridder in de Orde van Oranje-Nassau.
Gedachtenis
- In veel steden en dorpen in Nederland werd een straat naar Vestdijk genoemd
- In Leeuwarden werd een poëzietableau aangelegd bij een park, de Westerplantage  met het gedicht 'Kwijnende liefde'. Het gedicht in hardsteen maakt deel uit van de Leeuwarder poëzieroute de ruim 55 poëzietableaus van vooraanstaande dichters bevat.

Standbeelden
- In de Voorstraat van Harlingen, waar Vestdijk geboren werd, staat een beeldje van Suze Boschma-Berkhout dat Anton Wachter voorstelt
- In Doorn op het grasveld naast de Maartenskerk werd op 2 maart 2013 een bronzen beeld van een schrijvende Vestdijk onthuld, vervaardigd door de kunstenaar Jaap te Kiefte

## Biografen
Het werk en het leven van Vestdijk is door verscheidene biografen beschreven. Nol Gregoor heeft in Simon Vestdijk en Lahringen met name de Anton Wachterromans ontrafeld.
Begin 1984 ontstond er een literaire rel toen zijn weduwe Mieke (na het lezen van een eerste 'proefhoofdstuk') haar medewerking aan een biografie door Hans Visser stopzette. Visser gaf zijn biografie Simon Vestdijk, een schrijversleven - aanvankelijk een samenwerking met Anne Wadman - in 1987 uit.
In 2005 verscheen Vestdijk, een biografie van Wim Hazeu. In Het gebergte; de tweeënvijftig romans van S. Vestdijk (1996) gaven Hugo Brandt Corstius en Maarten 't Hart hun bevindingen met de romans weer. In Je kunt er toch bij blijven zitten? (1983) bundelde Rudi van der Paardt vijftig kritische recensies van de romans bij hun verschijnen.

## Huwelijk
Op 67-jarige leeftijd huwde Vestdijk met Adriana Catharina Maria (Mieke) van der Hoeven (1938-2018). Uit dit huwelijk werden een zoon en een dochter, Dick en Annemieke, geboren. Het huwelijk eindigde na vijf jaar door het overlijden van de schrijver. De dertig jaar daarvoor woonde hij samen met zijn zeven jaar oudere hospita, Ans Koster-Zijp (1891-1965), die hem op 1 februari 1935 een kamer verhuurde.
Van der Hoeven overleefde Vestdijk dus bijna een halve eeuw. Daarin werd de bewaking van zijn literaire nalatenschap haar dagtaak.

## Openingsregels
Vestdijk hechtte aan "glanzende beginregels", die de lezer in de boekwinkel tot koop zouden kunnen bewegen.
- "Het had niet eens een portiek, zo plat was het." (Terug tot Ina Damman 1934)
- "Berlijn, 10 April '34. Natuurlijk: wanneer het met dat beven zoo doorgaat, dan komt er niets terecht van mijn plan." (Else Böhler, Duits dienstmeisje 1935)
- "Van de onmiddellijke omgeving van mijn ouderhuis, een bomberend voorhoofd boven het brokkelig gebit van een winkeltje, herinner ik mij zo goed als niets meer, hoewel ik er van kindsbeen af gespeeld moet hebben." (De bruine vriend 1935)
- "De gedaante in de hoek, waarmee Visser zich vreemd verbonden voelde, verrees langzaam en strompelde naar het rechter raam, éen arm achteruit, alsof ze zich op de lucht steunen wilde." (Meneer Visser's hellevaart 1936)
- "Niet hun innerlijke radeloosheid, hun angst of de tweestrijd van hun geweten, neen, de geur der corozas was het veeleer, die hun op hun tocht langs het tierende en deinende volk de fataalste bedwelming aandeed." (Het vijfde zegel 1937)
- "Hij werd gespeend zoals alle andere kinderen, op de gewone tijd." (Sint Sebastiaan 1939)
- "Mijn naam is Richard Beckford, en ik stam af van de Beckford's van Jamaica." (Rumeiland 1940)
- "In het vroege voorjaar van 1718 stond op de werf van Edmund Hancock in Boston een driemaster in de houten, die, reeds in deze onvoltooide staat, de algemene belangstelling gaande maakte." (Puriteinen en piraten 1945)
- "Het vroor toen ik er voor het eerst van hoorde." (Ierse nachten 1946)
- "Hugo, door liefdeloze en bejaarde ouders reeds vroeg aan zijn lot overgelaten, liep op een wintermorgen over velden, met sneeuw overspreid, en langs besuikerde hutten van lijfeigenen, naar het dennenbos." (De Oubliette uit Stomme getuigen 1946)
- "Hoe meer de man droomde, hoe onafwijsbaarder hem bleek, dat die ene droom er nooit bij was." (De gestolen droom uit Stomme getuigen 1946)
- "'Dank je, ik weet de weg.' Maar dat wilde de conciërge niet maar zo dadelijk geloven." (Het gesprek in de directeurskamer uit Stomme getuigen 1946)
- "Geen half uur was er nog verstreken nadat Rudi zijn besluit om weg te lopen ten uitvoer had gebracht, of hij kwam zijn ouders al tegen." (Gummivingers uit Stomme getuigen 1946)
- "Op de kastdeur, die Schults geopend had, was de gekleurde reproduktie gespeld van een portret van de lelijke hertogin, Margaretha van Karinthië en Tirol: een aan de rand ingescheurde en hier en daar gebarsten prent, die op veel studentenkamers had gehangen." (Pastorale 1943 1948)
- "Aan de voetbalvereniging, waarvan zij tot laat in de avond een bestuursvergadering hadden bijgewoond, waren Tjalko Schokking en Henk Veenstra wel enigszins ontgroeid." (De kellner en de levenden 1949)
- "Even voordat Markman en Lucy het zomerhuisje begonnen te naderen, had Louis Drost zich gewonnen moeten geven." (Bevrijdingsfeest 1949)
- "Het eerste wat ik mij van W... herinner, waar even na mijn vijfde verjaardag mijn vader tot rechter was benoemd, is de warme voorzomermiddag, toen de bal van mijn broer over de ijzeren krullen van het balconhek vloog, de verlaten huiskamer in." (De koperen tuin 1950)
- "Op die herfstavond, enkele jaren na mijn artsexamen, zat de dikke lange met twee bijna afgestudeerde collega's op het spaarzaam verlichte caféterras." (De dokter en het lichte meisje, 1951)
- "Onze stad staat dwars op de zee." (De held van Temesa 1962)
- "Wanneer ik in een café zit, en vlak ertegenover is net zo'n café, dan voel ik me altijd een beetje onwennig." (Juffrouw Lot 1964)
- "Mijn situatie is hoogst zonderling, en met niets te vergelijken, dat wil zeggen: met niets op aarde te vergelijken." (Bericht uit het hiernamaals 1964)
- "Zo, nu ben ik in de eerste villa, helemaal alleen." (Een huisbewaarder 1967)
- "Het moordende verkeer in Florence was niet het enige dat mij deed beseffen er verkeerd aan gedaan te hebben een 'historische' roman te wijden aan deze stad." (Het schandaal der blauwbaarden, 1968)
- "Juist had Dijkstra zijn portemonnee geopend om zijn vrouw twee geldstukken ter hand te stellen voor de plee." (De filmheld en het gidsmeisje 1968)
- "Wie over de toekomst der religie schrijft, werpt zich daarmee nog niet op als geïnspireerd profeet." (De toekomst der religie essay 1975)

## Verklarende noten
1. ↑  De hoogleraar anatomie professor L. Bolk ('Bolt' in de romans), hoogleraar histologie J. van Rees ('Reetra'), hoogleraar algemene ziektekunde Isidore Snapper ('Cohen'), de Zwitserse hoogleraar chirurgie Otto Lanz ('Lenz'), hoogleraar pathologische anatomie W.M. de Vries ('De Jong'). Hazeu (2005), 99-100
2. ↑  In de Anton Wachterromans zijn Kaz ('Wim Buenos de Mesquita'), en medestudenten J.C. Bentrop ('Holtrop') en J.C. Schultsz ('Schmitz') geportretteerd. Hazeu (2005), 102-103